# Wapno
Wapno [ˈvapnɔ] (deutsch 1943–45 Salzhof) ist ein Dorf und Sitz der gleichnamigen Landgemeinde in der polnischen Wojewodschaft Großpolen. Sie liegt im Powiat Wągrowiecki etwa 20 Kilometer nordöstlich der Stadt Wągrowiec (Wongrowitz) und 10 Kilometer südlich von Kcynia (Exin). Das Dorf Wapno hat etwa 1700 Einwohner.
Infolge der Teilungen Polens fiel der Ort 1793 an Südpreußen, war dann aber von 1807 bis 1815 Teil des Herzogtums Warschau. Seit 1815 Teil der preußischen Provinz Posen kam Wapno mit dieser 1871 an Deutschland. Auf Grund des Versailler Vertrages gelangte Wapno 1920 zum wiederentstandenen Polen. Während des Zweiten Weltkrieges annektierte das Dritte Reich Wapno als Teil des besatzungsamtlichen Landkreises Eichenbrück. 1945 endete die deutsche Besatzung und Wapno blieb, wie nur 48 % des Vorkriegsgebiets der Zweiten Republik, bei Polen.

## Salzbergwerk
Unter der 1299 erstmals erwähnten Gemeinde wurde im 19. Jahrhundert eine Gipslagerstätte entdeckt, deren Abbau 1828 begann. 1871 stieß man auf ein Steinsalzvorkommen, das seit 1907 abgebaut wurde. 1911 erwarb das belgische Unternehmen Solvay das Bergwerk und gründete nach dem Ersten Weltkrieg die Solvay-Werke in Polen (Zakłady Solvay w Polsce S.z.oo.). In den Jahren 1940 bis 1944 wurde die Steinsalzförderung erhöht und das Werk ausgebaut.
Zum Schutz des Salzstockes wurde der Gipsabbau eingestellt und das Gipswerk Salzhof des Unternehmens Kalkwerk Wappin, Kreyser & Kröger in Posen (Poznań) im Jahre 1942 stillgelegt.
Das Steinsalzwerk Wapno war eines der bedeutendsten Salzbergwerke der Neuzeit in Polen, dessen größte Fördermengen in den Jahren 1950 bis 1965 erreicht wurden.

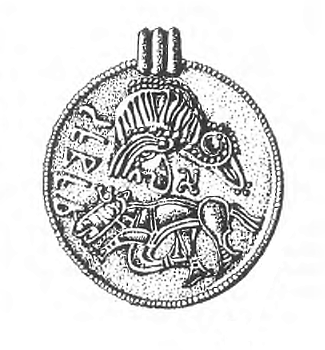
Brakteat mit der Runeninschrift SABAR von Wapno

1966 war die Lagerstätte im Wesentlichen erschöpft und der Bergbau wurde eingestellt. Dabei erfolgte eine nur mangelhafte Verwahrung und ungenügende Sicherung der bergbaulichen Anlagen. Dadurch kam es im Jahre 1977 zu einem verheerenden Wassereinbruch. Die bereits seit einigen Jahren eindringende Wassermenge erhöhte sich am 3. August 1977 von 100 auf 530 Liter pro Minute. Am 5. August geschah die lange vorhersehbare Katastrophe, als innerhalb einer reichlichen Viertelstunde 30.000 Kubikmeter Wasser in das Bergwerk fluteten. Es erfolgten karstartige Ausspülungen des Gipslagers einschließlich des Salzstocks, die Einbrüche im Zentrum des Ortes zur Folge hatten. 324 Einwohner wurden sofort evakuiert und eine Eisenbahnstrecke stillgelegt. Die Tagebrüche setzten sich bis zum Januar 1978 fort. Der größte erfolgte in der Nacht zum 29. September 1977, als über 1000 Einwohner evakuiert werden mussten und fast das gesamte Ortszentrum im Bergwerk versank.
Insgesamt wurden 1402 Bewohner obdachlos und 53 Häuser zerstört.

## Gmina
Die Landgemeinde (gmina wiejska) Wapno umfasst eine Fläche von 44 Quadratkilometer mit 3000 Einwohnern. Zu ihr gehören folgende Ortschaften:
| Name          | deutscher Name (1815–1919) | deutscher Name (1939–45)              |
| ------------- | -------------------------- | ------------------------------------- |
| Aleksandrowo  | Alexandrowo                | Alexander                             |
| Graboszewo    | Graboschewo                | Grawen                                |
| Komasin       | Klemkenhof                 | Klemkenhof                            |
| Podolin       | Podolin                    | 1939–44 Podolin 1944–45 Salzberg      |
| Rusiec        | Rusiec                     | Ruschetz                              |
| Srebrna Góra  | Srebnagora                 | 1939–44 Srebnagora 1944–45 Silberberg |
| Stołężyn      | Stolenschin                | Hundertwiesen                         |
| Wapno         | Wapno                      | 1939–45 Wapno 1943–45 Salzhof         |
| Wapno-Osiedle | Neu Wapno                  | 1939–45 Neu Wapno 1944–45 Neusalzhof  |

(Die deutschen Bezeichnungen stammen aus der preußischen Zeit (1815–1920) beziehungsweise aus der Zeit der deutschen Besetzung im Zweiten Weltkrieg (1939–45))

## Verkehr
Wapno hatte einen Bahnhof an der Bahnstrecke Oleśnica–Chojnice, ein weiterer befand sich im Ortsteil Rusiec.

## Partnergemeinde
- Amelinghausen, Niedersachsen